# Монте Нај (Каљари)
Монте Нај је насеље у Италији у округу Каљари, региону Сардинија.
Према процени из 2011. у насељу је живело 393 становника. Насеље се налази на надморској висини од 6 м.